# Jazz (альбом Queen)
«Jazz» (укр. «Джаз») — сьомий студійний альбом британського рок-гурту «Queen», випущений 10 листопада 1978 року лейблами «EMI Records» у Великій Британії і «Elektra Records» в Сполучених Штатах. 
Продюсером альбому виступив Рой Томас Бейкер, а автором обкладинки став Роджер Тейлор, який раніше бачив схожий малюнок на Берлінській стіні. Різні музичні стилі альбому поперемінно хвалили і критикували. Він посів другу сходинку в британському чарті альбомів, і шосту — в американському «Billboard Top LPs & Tape».

## Запис
Репетиції запису «Jazz» розпочалися в перший тиждень липня 1978 року. За місяць до цього, у червні, після того як «Queen» отримали великий податковий рахунок, вони згодом вирішили записуватися за межами Великої Британії. Рішення довелося приймати швидко, оскільки вже 2 липня Браян Мей був змушений покинути Велику Британію через ці податкові проблеми. Це сталося невдовзі після народження його першої дитини, Джиммі. Коли Мей переїхав до Канади, решта членів гурту полетіла до Ніцци (Франція), для початку репетицій запису альбому. Мей незабаром приєдналася до репетицій.
Цього разу «Queen» продюсували альбом спільно з Роєм Томасом Бейкером, якого не було під час запису попереднього альбому. Ще однією зміною стало розторгнення за взаємною згодою контракту «Queen» з менеджером Джоном Рідом (оскільки у нього, через співпрацю з Елтоном Джоном, не було можливості приділяти більше часу менеджменту «Queen»), і з цього моменту справами групи керували їхні власні компанії: «Queen Music Ltd.», «Queen Productions Ltd.» та «Queen Films Ltd.». Як вихідну допомогу Рід отримував по п'ять відсотків гонорару кожної з цих компаній.
Гурт відвідав Джазовий фестиваль у Монтре, що проходив неподалік, який, ймовірно, і надихнув їх на назву альбому. Там вони зустріли Девіда Бові, який у перервах між гастролями працював над своїм альбомом «Lodger», що вийшов 1979 року. Бові переконав їх записати альбом на студії «Mountain Studios» у Монтре.
Перед переїздом до Монтре гурт завершив попередні записи пісень «Don't Stop Me Now», «Fat Bottomed Girls», «In Only Seven Days» та «More of That Jazz». Продюсування альбому перенесли до Монтре наступного дня після джазового фестивалю. 19 липня, на 31-й день народження Мея, гурт взяв участь у 18-му етапі «Тур де Франс» 1978 року, що надихнуло Фредді Мерк'юрі на написання «Bicycle Race», що надалі стала головного синглом альбому.
Протягом наступних трьох тижнів гурт працював у студії «Mountain Studios» над піснями «Fun It», «Jealousy», «Leaving Home Ain't Easy», «Let Me Entertain You». Гурт взяв кілька вихідних, особливо 26 липня, коли вони влаштували гулянку у готелі «Montreux» під час святкування 29-го дня народження Роджера Тейлора. Повідомлялося, що під час вечірки Мерк'юрі розгойдувався на люстрі з кришталевого скла у готелі.
Після короткої відпустки в середині серпня гурт переніс процес запису назад до Франції, де працював у студії «Super Bear Studios». Решту місяця вони провели працюючи над записом «Mustapha», «Bicycle Race», «If You Can't Beat Them», «Dead On Time» і «Dreamer's Ball» (на основі попередніх списків майже завершених пісень).
У вересні гурт завершив процес овердабінгу пісень, а також мікшування головного синглу, після чого відправив його до Нью-Йорка на мастеринг, який завершили 14 вересня. Мікшування решти пісень альбому вони розпочали з середини місяця. Альбом «Jazz» був офіційно завершений 14 жовтня, під час процесу мастерингу на студії «Super Bear Studios».

## Пісні

### Огляд
Альбом дуже різноманітний за музичними стилями, зокрема, у ньому присутні: диско/фанк («Fun It»), водевіль («Dreamer's Ball»), рок-н-рол («Dead on Time») і хард-рок («If You Can't Beat Them») арена-рок («Don't Stop Me Now»). Попри назву альбому, він не містить жодної помітної джазової композиції, за винятком свінгу у «Dreamer's Ball». Еклектика, продемонстрована гуртом у «Jazz», викликала як схвальні відгуки, так і критику.

### Сторона-А
Mustapha
«Mustapha» — пісня, написана Фредді Мерк'юрі, яка вийшла як сингл 1979 року. Текст пісні складається з англійських, арабських, перських та, можливо, деяких вигаданих слів. У пісні можна почути слова «Мустафа», «Ібрагім» і фрази «Аллах, Аллах, Аллах ми будемо молитися за тебе», «салаам алейкум» і «алейкум салаам».
На живих виступах, зокрема на концерті, на якому було записано альбом «Live Killers», Мерк'юрі часто співав вступну частину пісні «Mustapha» замість складного введення «Bohemian Rhapsody», відразу переходячи від слів «Аллах, ми будемо молитися за тебе» до рядку «Мама, просто вбив людину…». Крім цього, він співав цей вступ перед тим як гурт починав виконувати «Hammer to Fall», що було продемонстровано на «We Are the Champions: Final Live in Japan». Однак, починаючи з Саарбрюкенського фестивалю 1979 року і до Південноамериканського турне, гурт виконував майже повну версію пісні, з Мерк'юрі за фортепіано.
Fat Bottomed Girls
Пісню «Fat Bottomed Girls» написав Браян Мей. Вокальні партії виконувалися Мерк'юрі разом з Меєм (співає головну партію в приспіві). На сцені Мерк'юрі співав пісню повністю, а Роджер Тейлор і Мей виконували гармонії. І соло-гітара, і бас-гітара грають у цій пісні в настройці drop-D, що є рідкістю для «Queen».
Jealousy
Пісню «Jealousy» написав Мерк'юрі. У ній Мей грає на своїй акустичній гітарі «Hairfred». У гітарі оригінальний матеріал струнотримача Мей замінив на тверду деревину. Він виготовив новий струнотримач, підточуючи дерев'яну заготовку до тих пір, поки вона не стала такої ж висоти, як і лади. Після того, як струни акуратно лягли на лади — гітара почала видавати ефект «гудіння» ситари. Цей ефект гурт уже викорисовував раніше у пісні «White Queen (As It Began)» з альбому «Queen II». Вокальну партію повністю виконав Мерк'юрі.
Bicycle Race
«Bicycle Race» — складна композиція, написана Мерк'юрі. Вона має кілька модуляцій, незвичайних акордових функцій, зміну метра (від 4/4 до 6/8 і назад) і програмний розділ («перегони» гітар, що імітує велосипедні перегони).
If You Can't Beat Them
«If You Can't Beat Them» — одна з хард-рокових композицій, написаних Джоном Діконом. Вона була фаворитом серед публіки під час концертів гурту наприкінці 1970-х років. Це одна з небагатьох пісень Дікона, де Мей виконує всі гітарні партії, зокрема гітарне соло тривалістю понад дві хвилини. Це одне з найдовших соло у піснях «Queen».
Let Me Entertain You
Пісня «Let Me Entertain You», написана Мерк'юрі і звернена до глядачів. Рядок «we'll sing to you in Japanese» («ми заспіваємо вам японською») є відсиланням до «Teo Torriatte» з альбому «A Day at the Races» (1976). Пісня також містить посилання на тур-менеджера гурту, Джеррі Стікелса, у рядку «Hey! If you need a fix, if you want a high, Stickells will see to that.» («Гей! Якщо тобі потрібна доза, якщо ти хочеш кайфувати, Стікелс про це подбає»). А в наступному рядку Мерк'юрі згадує тодішні лейбли звукозапису «Queen» («Elektra» та «EMI») зі словами «With „Elektra“ and „EMI“; we'll show you where it's at!» («З „Elektra“ та „EMI“ ми покажемо тобі, що до чого!»). Ідея гітарної гри з шістьма паралельними рифами пізніше повторно використали в треку «The Hitman» з альбому «Innuendo».

### Сторона-Б
Dead on Time
Пісня «Dead on Time», написана Меєм, містить два високих белтінга Фредді Мерк'юрі, що сягають До другої октави. Вона ніколи не виконувалася на концертах; Мей лише включав уривки з неї у свої гітарні соло під час «Jazz Tour» і «The Works Tour».
Пісня закінчується звуком блискавки, після чого Мерк'юрі кричить «Ти мертвий!». Блискавку насправді записав Мей на портативний диктофон під час грози. На обкладинці альбому «авторство» блискавки приписувалося Богові.
In Only Seven Days
«In Only Seven Days» є другою піснею альбому, написаною Діконом. Вона схожа на одну з його попередніх пісень, «Spread Your Wings». У цій пісні, Дікон також грав на акустичній та електричній гітарі. Пісня стала Б-стороною синглу з «Don't Stop Me Now».
Dreamer's Ball
«Dreamer's Ball» була даниною поваги Мея до Елвіса Преслі, який помер за рік до виходу альбому. Аранжування концертної версії пісні було зовсім іншим, з вокальними вставками Мея і Тейлора.
Fun It
«Fun It» — це фанк-трек Тейлора, виконаний у дискотечній «атмосфері», у якому він розділив вокал з Мерк'юрі. Тейлор виконував головний вокал, а Мерк'юрі був бек-вокалістом. Тейлор використовував електронні ударні «Syndrum» і зіграв на більшості інструментів. Пісню можна розглядати як попередницю «Another One Bites the Dust», особливо вступ до неї.
Leaving Home Ain't Easy
«Leaving Home Ain't Easy» — балада, написана Меєм. Він також виконав весь вокал (головний і гармонію). Під час бриджу його голос було прискорено.
Don't Stop Me Now
«Don't Stop Me Now» написав Мерк'юрі. Пісня стала синглом-хітом, що потрапив у «топ-10» Великої Британії. Мей виконав лише коротке гітарне соло і бек-вокал. Її використали у тепер відомій, барній сцені фільму «Зомбі на ім'я Шон» (2004), а також у сцені бійки фільму «Хардкор» (2015). Крім того, на телешоу «BBC», «Top Gear», за опитуванням глядачів, її назвали найкращою з кращих десяти пісень про водіння. Google також використав цю пісню для свого Google Doodle, присвяченого 65-річчю з дня народження Мерк'юрі 5 вересня 2011 року.
More of That Jazz
«More of That Jazz», написана Тейлором. Пісня заснована на лупах, Тейлор грає на більшості інструментів і співає всі вокальні партії, бере дуже високі ноти (пік на Мі другої октави). Її кода також містить короткі нарізки із багатьох пісень альбому, як-от «Dead on Time», «Bicycle Race», «Mustapha», «If You Can not Beat Them», «Fun It» і «Fat Bottomed Girls».

## Реліз

### Альбом
«Jazz» вийшов 10 листопада 1978 року «EMI Records» у Великій Британії та «Elektra Records» 14 листопада того року у Сполучених Штатах. Він став платиновим у Сполучених Штатах, посівши там 6 місце у чарті «Billboard 200», та друге місце британському чарті альбомів. Також альбом золоті та платинові сертифікації у низці інших країн світу, зокрема у Франції, Німеччині, Нідерландах, Японії, Канаді. Було продано понад 5,8 мільйонів копій альбому у всьому світі.

### Сингли
До альбому вийшло чотири сингли:
- «Bicycle Race»/«Fat Bottomed Girls» (редагована версія) — Elektra E45541; вийшла в грудні 1978 року.

«Bicycle Race» і «Fat Bottomed Girls» вийшли 1978 року у вигляді подвійної А-сторони. Для просування синглу, гурт влаштував знамениті велосипедні перегони, в яких взяли участь повністю оголені жінки. Велогонка відбулася 17 вересня 1978 року на Вімблдонському стадіоні в Лондоні. На картинці конверта синглу була зображена одна з дівчат на велосипеді зі спини, з домальованими червоними трусиками, задля уникнення обурення з боку громадськості. Легенда свідчить, що гурт позичив велосипеди в магазині («Halfords», згідно з примітками на вкладці), але після їхнього повернення гурту повідомили, що їм доведеться придбати всі сидіння, тому що їх використали неналежним чином (тобто без одягу).
- «Mustapha» вийшла 1979 року лише в Болівії, Іспанії, Югославії та Німеччині. Б-стороною була «Dead on Time» («In Only Seven Days» в Югославії).
- «Don't Stop Me Now»/«More of That Jazz» — Elektra E46008; вийшов в лютому 1979 року.

«Don't Stop Me Now» вийшла 1979 року; Б-стороною стала «In Only Seven Days» («More of That Jazz» в США і Канаді).
- «Jealousy»/«Fun It» — Elektra E46039; вийшла у квітні 1979 року.

«Jealousy» вийшла 1979 року в США, Новій Зеландії, Бразилії, СРСР і Канаді; Б-стороною стала «Fun It» («Don't Stop Me Now» в СРСР, на блакитному флексі-диску).

### Тур
На підтримку альбому «Queen» провели «Jazz Tour». Гурт дав 35 концертів у Північній Америці та 29 у Європі, розпочавши тур 28 жовтня 1978 року у Далласі (США) та завершивши його 18 серпня 1979 року у Саарбрюкені (Німеччина).

### Альтернативна обкладинка
Для просування альбому і синглу з піснями «Fat Bottomed Girls»/«Bicycle Race» було проведено велопробіг з оголеними жінками. Плакат зі стартом перегонів було включено до копій LP. Американський випуск не містив плаката, але до нього входила форма замовлення на нього. Зменшений фрагмент зображення плаката також використали як альтернативну обкладинку синглу «Bicycle Race». Крім цього, зменшена версія плаката ввійшла до бокс-сету «Crown Jewels».

### Перевидання 2011 року
8 листопада 2010 року компанія звукозапису «Universal Music» оголосила про випуск ремастованого і доповненого перевидання альбому (делюкс-видання, що містило п'ять додаткових треків на окремому EP: синглову версію «Fat Bottomed Girls», інструментальну версію «Bicycle Race», варіант «Don't Stop Me Now» з «давно втраченими гітарами партіями», концертний варіант «Let Me Entertain You», і ранню акустичну версію «Dreamer's Ball»), яке вийшло у березні 2011 року. Це було частиною нової угоди між «Queen» та «Universal Music», яка ознаменувала собою завершення майже 40-річної співпраці гурту з лейблом «EMI Records».
Крім цього, у перевиданні 2011 року усунули дефект стрічки на початку «Fat Bottomed Girls», який був присутній в усіх попередніх компакт-дискових релізах альбому (а також у альбомі-компіляції «Queen Rocks» 1997 року). Також додали раніше невикористовувану партію бас-барабану у треці «Jealousy», внаслідок чого його звучання кардинально відрізнялося від усіх попередніх релізів.

## Відгуки критиків
1979 року Дейв Марш у своїй рецензії для журналу «Rolling Stone» назвав «Jazz» «ще одним нудним пастишем» гурту «Queen», які, за його словами, демонстрували «елітарні поняття» у деяких своїх музичних рішеннях та текстах. Марш сказав, що у «Fat Bottomed Girls» жінки розглядаються «не як сексуальні об'єкти, а як предмети, і крапка (те, як гурт ставиться до людей загалом)», і на завершення назвав «Queen» «першим по-справжньому фашистським рок-гуртом». Мітчелл Коен з «Creem» дав ще один негативний відгук, назвавши «Jazz» «до абсурду нудним» і наповненим «тупими ідеями і наслідувальним позерством». Критик Роберт Крістгау з «Village Voice» сказав, що запис не зовсім поганий, а пісня «Bicycle Race» навіть з гумором, хоча на його думку «Queen» звучали як гурт «10cc», «якому встромили спицю або насос у дупу». Газета «Los Angeles Times» прийшла до висновку, що «водночас залишаючись на поверхні таким же популярним та доступним, як і раніше, „Queen“ мають зрілість, яка свідчить про те, що можливі ще більші досягнення».
У ретроспективній оцінці Стівен Томас Ерлвайн з «AllMusic» описав «Jazz» як «один з їхніх найвитонченіших альбомів». Він зазначив, що різноманітність і перебільшеність альбому зробили його «більш забавним, ніж будь-який інший їхній альбом». Алексіс Петрідіс писав у «The Guardian»: «„Jazz“ був істеричним у всіх сенсах цього слова, але музична преса зовсім не зрозуміла жарту, особливо в США». 2006 року Джим Дерогатіс з «Chicago Sun-Times» включив альбом до свого списку «Великих альбомів», описавши його як «подорож жанровими стрибками по різноманітним музичним стилям» і зробив висновок: «що зрештою змушує мене повертатися до альбому, так це неоднозначна сексуальна енергія, яка проходить через усі 13 треків; той факт, що кожен із них може похвалитися більшою кількістю гуків, ніж деякі гурти мають у цілому альбомі, і заманливою звуковою насиченістю усього цього». «Chicago Tribune» були менш прихильними, давши альбому 1,5 зірки.
Коли «Loudersound» оцінили кожен альбом «Queen» від кращого до гіршого, то «Jazz» став четвертим, оскільки на їхню думку, він представляв «деякі з найприємніших моментів в кар'єрі „Queen“». В аналогічному списку найкращих альбомів гурту, журнал «Ultimate Classic Rock» помістив «Jazz» на третє місце. «Коли заходила мова про неймовірну череду класичних альбомів „Queen“ кінця 70-х», — писали вони — «„Jazz“ 1978 року здавалося завжди витягав найкоротшу соломинку, але за його на диво невиразним конвертом ховається, як під ковдрою, один із найкращих альбомів гурту. Не кажучи вже про надійний сингл із подвійних хітів „Fat Bottomed Girls“ та „Bicycle Race“, „Jazz“ напрочуд глибокий з недооціненими самоцвітами „Queen“, починаючи від приперченої Сходом спантеличеної пісні Мерк'юрі „Mustapha“ — до чудовиська у стилі хоч головою об мур „If You Can't Beat Them, Join Them“ Дікона — до заразного диско-мотиву Тейлора „Fun It“».
Згодом «Rolling Stone» включив «Jazz» до списку «10 класичних альбомів, які „Rolling Stone“ спочатку зарізали», зазначивши, що тепер вони вважають альбом «класичним». Вони висміяли початкову негативну критику Марша, «підколюючи» його: «Інколи у рецензента просто, здається, дуже, дуже низька думка про гурт, що, мабуть, сталося з Дейвом Маршем і „Queen“».
Однак пізніше Роджер Тейлор сказав, що він і гурт були невдоволені тим, яким вийшов альбом: «Ми відчували, що „Jazz“ був однією не з найкращих наших годин. У нім були свої моменти, але загалом він був не дуже вдалим».

## Список пісень
| Сторона «А» | Сторона «А»              | Сторона «А»     | Сторона «А»                 | Сторона «А» |
| #           | Назва                    | Автор           | Вокал                       | Тривалість  |
| ----------- | ------------------------ | --------------- | --------------------------- | ----------- |
| 1.          | «Mustapha»               | Фредді Мерк'юрі | Фредді Мерк'юрі             | 3:01        |
| 2.          | «Fat Bottomed Girls»     | Браян Мей       | Фредді Мерк'юрі і Браян Мей | 4:16        |
| 3.          | «Jealousy»               | Фредді Мерк'юрі | Фредді Мерк'юрі             | 3:14        |
| 4.          | «Bicycle Race»           | Фредді Мерк'юрі | Фредді Мерк'юрі             | 3:01        |
| 5.          | «If You Can't Beat Them» | Джон Дікон      | Фредді Мерк'юрі             | 4:15        |
| 6.          | «Let Me Entertain You»   | Фредді Мерк'юрі | Фредді Мерк'юрі             | 3:01        |

| Сторона «Б» | Сторона «Б»               | Сторона «Б»     | Сторона «Б»                     | Сторона «Б» |
| #           | Назва                     | Автор           | Вокал                           | Тривалість  |
| ----------- | ------------------------- | --------------- | ------------------------------- | ----------- |
| 7.          | «Dead on Time»            | Браян Мей       | Фредді Мерк'юрі                 | 3:23        |
| 8.          | «In Only Seven Days»      | Джон Дікон      | Фредді Мерк'юрі                 | 2:30        |
| 9.          | «Dreamer's Ball»          | Браян Мей       | Фредді Мерк'юрі                 | 3:30        |
| 10.         | «Fun It»                  | Роджер Тейлор   | Роджер Тейлор і Фредді Мерк'юрі | 3:29        |
| 11.         | «Leaving Home Ain't Easy» | Браян Мей       | Браян Мей                       | 3:15        |
| 12.         | «Don't Stop Me Now»       | Фредді Мерк'юрі | Фредді Мерк'юрі                 | 3:29        |
| 13.         | «More of That Jazz»       | Роджер Тейлор   | Роджер Тейлор                   | 4:16        |

| Бонус-треки (1991 «Hollywood Records» CD перевидання) | Бонус-треки (1991 «Hollywood Records» CD перевидання)   | Бонус-треки (1991 «Hollywood Records» CD перевидання) |
| #                                                     | Назва                                                   | Тривалість                                            |
| ----------------------------------------------------- | ------------------------------------------------------- | ----------------------------------------------------- |
| 14.                                                   | «Fat Bottomed Girls» (1991 бонус-ремікс Браяна Малоуфа) | 4:22                                                  |
| 15.                                                   | «Bicycle Race» (1991 бонус-ремікс Джуніора Васкеза)     | 4:59                                                  |

| 2011 бонус EP | 2011 бонус EP                                             | 2011 бонус EP |
| #             | Назва                                                     | Тривалість    |
| ------------- | --------------------------------------------------------- | ------------- |
| 1.            | «Fat Bottomed Girls» (сингл-версія)                       | 3:23          |
| 2.            | «Bicycle Race» (інструментал)                             | 3:09          |
| 3.            | «Don't Stop Me Now» (без гітар)                           | 3:34          |
| 4.            | «Let Me Entertain You» (виступ у Монреалі, листопад 1981) | 2:48          |
| 5.            | «Dreamers Ball» (ранній акустичний прийом, серпень 1978)  | 3:40          |

| 2011 iTunes бонус-відео | 2011 iTunes бонус-відео                                  | 2011 iTunes бонус-відео |
| #                       | Назва                                                    | Тривалість              |
| ----------------------- | -------------------------------------------------------- | ----------------------- |
| 6.                      | «Bicycle Race» (промо-відео-виступ, 1978)                |                         |
| 7.                      | «Fat Bottomed Girls» (виступ у Milton Keynes Bowl, 1982) |                         |
| 8.                      | «Let Me Entertain You» (виступ в Японії, 1979)           |                         |

## Кліпи до альбому
1. «Fat Bottomed Girls» — кліп, знятий у вигляді концертного виступу, викликав набагато більше шуму як сингл. У США його заборонили, і, щоб не знімати його з продажів, на всіх плакатах велосипедисткам від руки було домальовано трусики.
2. «Bicycle Race» — відео Денніса Де Валланса, яке заборонили в низці країн як порнографічне. Проблема полягала в центральній частині кліпу, де з півсотні оголених велосипедисток їдуть по біговій доріжці стадіону «Вімблдон». Існує кілька варіантів кліпу, а у тому, що увійшов в офіційну збірку, всі спірні моменти закрито спецефектами режисера.
3. «Don't Stop Me Now» — кліп, записаний у брюссельській студії, зображує концертний виступ.

## Учасники запису
Queen
- Фредді Мерк'юрі — вокал (1-10, 12), бек-вокал (1-7, 9, 12), піаніно (1, 3, 4, 6, 8, 12)
- Браян Мей — електрогітара (всі, крім 3), бек-вокал (2, 4, 5, 7, 9, 11, 12), акустична гітара (3, 9), вокал (11)
- Роджер Тейлор — ударні (всі треки), бек-вокал (4, 5, 7, 10, 12, 13), перкусія (1, 12, 13), вокал (10, 13), електрогітара (10, 13), бас-гітара (10, 13)
- Джон Дікон — бас-гітара (1-9, 11, 12), електрогітара (8), акустична гітара (8)

Виробництво
- Джефф Воркман — інженер
- Джон Етчеллс — інженер

## Чарти
| Чарти (1978—1979)                                      | Позиції |
| ------------------------------------------------------ | ------- |
| Австралія Australian Albums (Kent Music Report)        | 15      |
| Австрія Austrian Albums (Ö3 Austria)                   | 8       |
| Канада Canada Top Albums/CDs (RPM)                     | 13      |
| Нідерланди Dutch Albums (MegaCharts)                   | 3       |
| Фінляндія Finnish Albums (The Official Finnish Charts) | 15      |
| Франція French Albums (SNEP)                           | 7       |
| Німеччина German Albums (Offizielle Top 100)           | 5       |
| Японія Japanese Albums (Oricon)                        | 5       |
| Нова Зеландія New Zealand Albums (Recorded Music NZ)   | 20      |
| Норвегія Norwegian Albums (VG-lista)                   | 6       |
| Португалія Portuguese Albums (Musica & Som)            | 6       |
| Швеція Swedish Albums (Sverigetopplistan)              | 6       |
| Велика Британія UK Albums (OCC)                        | 2       |
| США Billboard 200                                      | 6       |

| Чарт (2019)                                | Позиція |
| ------------------------------------------ | ------- |
| Бельгія Belgian Albums (Ultratop Wallonia) | 167     |

## Сертифікації
| Регіон                                                                                          | Сертифікація | Продажі    |
| ----------------------------------------------------------------------------------------------- | ------------ | ---------- |
| Австрія (IFPI Austria)                                                                          | Золотий      | 25 000*    |
| Бельгія                                                                                         | —            | 55,000     |
| Канада (Music Canada)                                                                           | Платиновий   | 100 000^   |
| Франція (SNEP)                                                                                  | Золотий      | 100 000*   |
| Німеччина (BVMI)                                                                                | Золотий      | 330,000    |
| Японія (RIAJ)                                                                                   | Золотий      | 100 000^   |
| Нідерланди (NVPI)                                                                               | Платиновий   | 100 000^   |
| Польща (ZPAV)                                                                                   | Платиновий   | 20 000*    |
| Швейцарія (IFPI Switzerland)                                                                    | Платиновий   | 50 000^    |
| Велика Британія (BPI)                                                                           | Золотий      | 100 000^   |
| США (RIAA)                                                                                      | Платиновий   | 1 000 000^ |
| *продажі, що базуються лише на сертифікаціях ^відвантаження, що базуються лише на сертифікаціях |              |            |